# بي. آر. سريجيش
باراتو رافيندران سريجيش (بالهندية: परट्टू रवींद्रन श्रीजेश؛ مواليد 8 مايو 1988) هو مدرب هوكي الحقل الهندي ولاعب سابق. كان قائد المنتخب الوطني ولعب كحارس مرمى. منذ عام 2024، أصبح المدرب الرئيسي لمنتخب الهند الوطني للرجال تحت 21 عامًا. وهو أيضًا مدرب فريق دلهي إس جي بايبرز ‏ في دوري الهوكي الهندي ‏. يُعتبر واحدًا من أعظم حراس المرمى في تاريخ لعبة الهوكي. لعب سريجيش دورًا حيويًا في فوز المنتخب الوطني الهندي بالميدالية البرونزية في دورة الألعاب الأولمبية الصيفية 2020 و2024. فاز بجائزة أفضل حارس مرمى ذكر في جوائز الاتحاد الدولي للهوكي ‏ في أعوام 2020 و2022 و2024. وكان ضمن الفرق التي حصدت الميداليات الذهبية في دورة الألعاب الآسيوية 2014 و2022، وحصلت على الميدالية البرونزية في نسخة 2018. كما ساهم في حصول الهند على الميدالية الفضية في دورة ألعاب الكومنولث عامي 2014 و2022. تقديرًا لمساهماته في الرياضة الهندية، حصل على جائزة بادما شري، رابع أعلى وسام مدني في الهند في عام 2019، وبادما بوشان، ثالث أعلى وسام مدني في الهند في عام 2025.

## النشأة
وُلِد سريجيش في 8 مايو 1988، في كيزهاكامبالام، إحدى ضواحي كوتشي في ولاية كيرالا، لأبوين هما بي في رافيندران وأوشا، وهما عائلة من المزارعين. أكمل تعليمه الابتدائي في مدرسة سانت أنتوني الابتدائية الدنيا في كيزهاكامبالام ودرس حتى الصف السادس في مدرسة سانت جوزيف الثانوية في كيزهاكامبالام. شقيقه سريجيث يعيش في كندا.
عندما كان طفلاً، تدرب على العداء، قبل أن ينتقل إلى القفز الطويل والكرة الطائرة. في سن 12، انضم إلى مدرسة جي في راجا الرياضية ‏ في ثيروفانانثابورام. وهنا اقترح عليه مدربه أن يتولى حراسة المرمى. أصبح محترفًا بعد أن اختاره مدرب الهوكي جاياكومار في المدرسة، وبعد ذلك لعب في المدرسة قبل أن يلعب في كأس نهرو. أكمل تخرجه في التاريخ من كلية سري نارايانا، تشيمبازانثي، كيرالا.

## المسيرة

### المسيرة الدولية
انضم سريجيش إلى المنتخب الوطني للناشئين في عام 2004، في مباراة ضد أستراليا في بيرث، في عام 2004. شارك لأول مرة مع المنتخب الوطني الأول في عام 2006، في دورة الألعاب جنوب آسيا في كولومبو. بعد فوز الهند بكأس آسيا للناشئين عام 2008، حصل على جائزة «أفضل حارس مرمى في البطولة». بعد أن كان جزءًا من الفريق الهندي لمدة ست سنوات، على الرغم من خسارته مكانه في كثير من الأحيان أمام حراس المرمى الكبار، أدريان ديسوزا وبهارات تشيتري ‏، فقد أصبح عضوًا منتظمًا منذ عام 2011، بعد إنقاذه لضربتي جزاء في نهائي كأس أبطال آسيا في مدينة أوردوس، الصين، ضد باكستان، وهو أداء حسم المباراة. وجاءت جائزته الثانية لأفضل حارس مرمى في البطولة في كأس آسيا 2013، حيث احتلت الهند المركز الثاني في البطولة. كان جزءًا من الفريق الذي فاز بالميداليات الفضية في
وكان سريجيش قد لعب لصالح الهند في دورة الألعاب الأولمبية الصيفية 2012 في لندن، ثم في كأس العالم 2014. في دورة الألعاب الآسيوية 2014 في إنتشون بكوريا الجنوبية، لعب دور البطولة في فوز الهند بالميدالية الذهبية، عندما تصدى لضربتي جزاء ضد باكستان في المباراة النهائية. في كأس الأبطال 2014 ‏ وكأس الأبطال 2018، تم اختياره «حارس مرمى البطولة». بعد أدائه الرائع في عام 2014، تم ترشيحه لجائزة أفضل حارس مرمى، لكنه خسرها في النهاية أمام جاب ستوكمان ‏ من هولندا. وكان قائد الفريق الذي فاز بالميدالية الفضية في بطولة كأس أبطال الهوكي للرجال عام 2016 التي أقيمت في لندن.
في 13 يوليو 2016، تولى سريجيش منصب قائد فريق الهوكي الهندي خلفًا لسردار سينغ ‏.
في دورة الألعاب الأولمبية 2016 في ريو، قاد سريجيش فريق الهوكي الهندي إلى ربع نهائي البطولة.
في دورة الألعاب الأولمبية في طوكيو، في 5 أغسطس 2021، لعب سريجيش دورًا رئيسيًا في هزيمة ألمانيا للفوز بالميدالية البرونزية للهند، وهي أول ميدالية أولمبية لها في الهوكي منذ 41 عامًا.
كان سريجيش جزءًا من الفريق الذي فاز بالميدالية الفضية في دورة ألعاب الكومنولث 2022، ولقب كأس بطل آسيا 2023، والميدالية الذهبية في لعبة الهوكي في دورة الألعاب الآسيوية 2022.
كما لعب دورًا رئيسيًا في رحلة الهند للفوز بالميدالية البرونزية في دورة الألعاب الأولمبية الصيفية 2024 في باريس. اعتزل اللعب دوليًا بعد دورة الألعاب الأولمبية.

### مسيرة النادي
في مزاد الموسم الافتتاحي لدوري الهوكي الهندي ‏، تم شراء سريجيش من قبل فريق مومباي مقابل 38 ألف  دولار أمريكي. لعب موسمين لفريقهم، مومباي ماجيكينز. في عام 2014، تم شراؤه من قبل فريق أوتار براديش ويزاردز مقابل 69،000  دولار أمريكي، ومنذ موسم 2015 ‏، كان يلعب لصالحهم. أصبح بي آر سريجيش ثاني هندي يفوز بجائزة «أفضل رياضي في العالم» بعد راني رامبال ‏.

## الحياة الشخصية
تزوج سريجيش من صديقته القديمة أنيشيا، لاعبة القفز الطويل السابقة وطبيبة الأيورفيدا. ولدت ابنتهما أنوسري في عام 2014. وُلِد ابنهما سريانش في عام 2017. يعمل حاليًا كمدير مشترك في إدارة التعليم العام والعالي بحكومة ولاية كيرالا ‏. سريجيش هو عضو في نادي الروتاري في كيزهاكامبالام، منطقة 3201.[بحاجة لمصدر]

## الجوائز والترشيحات
| العام     | الجائزة                      | الفئة                     | النتيجة | م.            |
| --------- | ---------------------------- | ------------------------- | ------- | ------------- |
| 2014      | جوائز الاتحاد الدولي للهوكي ‏ | حارس المرمى لهذا العام    | رُشِّح     |               |
| 2016      | جوائز الاتحاد الدولي للهوكي ‏ | حارس المرمى لهذا العام    | رُشِّح     |               |
| 2017      | بادما سري                    | مساهمة متميزة في الرياضة  | فوز     | [ 33 ] [ 34 ] |
| 2020–2021 | جوائز الاتحاد الدولي للهوكي ‏ | حارس المرمى لهذا العام    | فوز     | [ 35 ]        |
| 2021      | جائزة خيل راتنا ‏             | أداء مذهل في مجال الرياضة | فوز     | [ 36 ]        |
| 2022      | جوائز الألعاب العالمية       | رياضي العام               | فوز     | [ 37 ]        |
| 2022      | جوائز الاتحاد الدولي للهوكي ‏ | حارس المرمى لهذا العام    | فوز     | [ 38 ]        |
| 2024      | جوائز الاتحاد الدولي للهوكي ‏ | حارس المرمى لهذا العام    | فوز     | [ 39 ]        |
| 2025      | بادما بوشان                  | خدمة متميزة من رتبة عالية | فوز     | [ 40 ]        |
| 2025      | جوائز هوكي الهند             | حارس مرمى العام           | رُشِّح     |               |

## وصلات خارجية
- بي. آر. سريجيش على موقع الاتحاد الدولي للهوكي (الإنجليزية)
- بي. آر. سريجيش على موقع أوليمبيديا (الإنجليزية)
- بي. آر. سريجيش على عربــــــــي [الإنجليزية]
- www.theworldgames.org